# أجهزة مستخدمة في علم السموم
الأجهزة المستخدمة خصيصًا في علم السموم هي كالتالي:

## قائمة الأجهزة
| الجهاز                                                     | الاستخدامات |
| ---------------------------------------------------------- | --- |
| الأجهزة المستخدَمة في الطب الباطني                          | المساعدة في علاج وتشخيص السم إكلينيكيًا |
| المحقنة والإبر                                             | سحب الدم وجمعه للتحليل الكيميائي، وإدارة كيفية تناول الأدوية |
| القثطرة                                                    | يتم استخدامها لجمع البول بغرض التحليل الكيميائي |
| جهاز الحقنة الشرجية                                        | يقوم بإفراغ المستقيم بشكل سلبي من البراز |
| إبرة البزل القَطَنِيّ                                          | يتم استخدامها لبزل العمود الفقري (أو الصهاريج أو اليافوخ الخاص بحديثي الولادة) من أجل شفط السائل الدماغي الشوكي أو من أجل الأدوية بالحقن، وخصوصًا العقاقير المخدرة في التخدير النصفي والتخدير فوق الجافية، إلخ |
| أنبوب رايل أو الأنبوب الأنفي المَعِدِيّ                        | يتم استخدامه للشفط الأنفي المَعِدِيّ لـالسموم التي تم تناولها (أو في بعض الأحيان لإدخال المواد الغذائية والأدوية). |
| جهاز تخطيط كهربية القلب (مخطط كهربية القلب                 | قراءة وتتبع النشاط الكهربائي لـالقلب، حيث أن معظم السموم لها تأثير على القلب |
| مُحلِل غازات الدم                                            | يتم استخدامه لتحليل وقياس كمية الغازات السامة المختلفة في الدم مثل أول أكسيد الكربون |
| تخطيط كهربية الدماغ (تخطيط كهربية الدماغ (EEG)             | قراءة وتتبع النشاط الكهربائي لـالمخ |
| جهاز تفاعل البوليميراز المتسلسل (PCR)                      | |
| تنظير قاع العين                                            | ملاحظة علامات أو آثار السموم داخل العين |
| المنظار الداخلي                                            | الرؤية داخل المريء والمعدة والأمعاء وقناة الصفراء والحنجرة والرُغَامَى والقَصَبَة من خلال الفم وقناة الشرج والمستقيم والقولون عن طريق الشرج، وهو مُستخدَم بشكلٍ رئيسي في الجراحة أو من قِبل الاستشاريين الجراحيين |
| نابذة فائقة السرعة                                         | يتم استخدامها لفصل الجزيئات المُوزَعة في سائل وفقًا لـالكتلة الجزيئية وتساعد في التعّرُف على السموم |
| جهاز الرحلان الكهربي                                       | يتم استخدامه لكشف وتصنيف بروتينات المَصْل أو البروتينات من أي مصدر آخر. كما يتم استخدامه أيضًا لفصل الحمض النووي. |
| جهاز المختبَر الكيميائي                                     | لأغراض الاختبارات الكيميائية |
| الاستشراب: (Chromatography)                                | واحد من "الفحوصات الكيميائية" الحديثة الأساسية لسوائل الجسم والأحشاء |
| •الاستشراب الغازي أو الاستشراب الغازي السائل (GLC)         | -مكرر- |
| •الاستشراب المسطّح                                          | -مكرر- |
| •الاستشراب الورقي                                          | -مكرر- |
| •استشراب الطبقة الرقيقة                                    | -مكرر- |
| •الاستشراب بالأُلْفَةِ                                         | -مكرر- |
| •الاستشراب بتبادل الأيونات                                 | -مكرر- |
| •الاستشراب باستبعاد الحجم                                  | -مكرر- |
| •الاستشراب بالتيار المعاكس (Countercurrent chromatography) | -مكرر- |
| •الاستشراب بالتيار المعاكس (Countercurrent chromatography) | -مكرر- |
| نظام المقايسة المناعية الشعاعية (RIA)                      | كان يتم استخدامه فيما سبق على نطاقٍ واسع للكشف عن عدة أشياء في السوائل الصلبة مثل البروتينات (الطبيعية والمُعدية وتلك التي ينتجها الجسم كنوعٍ من مقاومة المرض وتلك التي لها علاقة بالسرطان) وعلامات الورم والهرمونات والفيروسات (التهاب الكبد وفيروس العوز المناعي البشري (HIV)، إلخ)، إلخ                                          |
| نظام مُقايسة المُمْتَزِّ المناعي المرتبط بالإِنْزِيْم (ELISA)        | كان يتم استخدامه فيما سبق على نطاقٍ واسع للكشف عن عدة أشياء في السوائل الصلبة مثل البروتينات (الطبيعية والمُعدية وتلك التي ينتجها الجسم كنوعٍ من مقاومة المرض وتلك التي لها علاقة بالسرطان) وعلامات الورم والهرمونات والفيروسات (التهاب الكبد وفيروس العوز المناعي البشري، إلخ)، إلخ. ولقد تم استبداله بـالمقايسة المناعية الشعاعية |